# ميكيل ألثامورا
ميكيل ألثامورا رييرا (بالإسبانية: Miquel Alzamora Riera، ولد في 17 فبراير 1974، أرتا، ميورقة، إسبانيا) دراج إسباني.
حصل على ميدالية ذهبية في بطولة العالم للدراجات الهوائية على المضمار عام 1997.

## إنجازاته

### بطولة العالم للدراجات الهوائية على المضمار
- 1997 بيرث  أستراليا:  ميدالية ذهبية في سباق ماديسون (Madison).

## روابط خارجية
- ميكيل ألثامورا على موقع الاتحاد الدولي للدراجات (الإنجليزية)
- ميكيل ألثامورا على موقع أرشيف الدراجات (الإنجليزية)
- ميكيل ألثامورا على موقع أوليمبيديا (الإنجليزية)